# Jesús Rodríguez Magro
Jesús Rodríguez Magro   (Madrid, 28 de maig de 1960 - Alcalá de Henares, 19 de setembre de 2018) fou un ciclista espanyol, professional entre el 1982 i 1993. En el seu palmarès destaquen les victòries a la Pujada a Urkiola de 1985 i la Volta a Astúries de 1986.

## Palmarès
- 1985
  - 1r a la Pujada a Urkiola
  - Vencedor d'una etapa de la Volta a Burgos
  - Vencedor d'una etapa de la Volta a Astúries
- 1986
  - 1r a la Volta a Astúries

### Resultats al Tour de França
- 1985. 30è de la classificació general
- 1986. 40è de la classificació general
- 1987. 78è de la classificació general
- 1988. 52è de la classificació general
- 1989. 33è de la classificació general
- 1990. 41è de la classificació general
- 1991. 100è de la classificació general

### Resultats a la Volta a Espanya
- 1983. 21è de la classificació general
- 1984. 11è de la classificació general
- 1985. 26è de la classificació general
- 1986. 33è de la classificació general
- 1987. 76è de la classificació general
- 1989. 53è de la classificació general
- 1990. 29è de la classificació general
- 1991. 40è de la classificació general
- 1992. 73è de la classificació general

### Resultats al Giro d'Itàlia
- 1982. 50è de la classificació general
- 1984. Abandona
- 1988. 45è de la classificació general